# Mesoplanodes
Mesoplanodes is een kevergeslacht uit de familie van de boktorren (Cerambycidae). De wetenschappelijke naam van het geslacht werd voor het eerst geldig gepubliceerd in 2011 door Yamasako & N. Ohbayashi.

## Soorten
Mesoplanodes is monotypisch en omvat slechts de volgende soort:
- Mesoplanodes babyrussus Yamasako & N. Ohbayashi, 2011